# Fakhrigah
Koordinaten: 36° 51′ 20″ N, 45° 46′ 22″ O

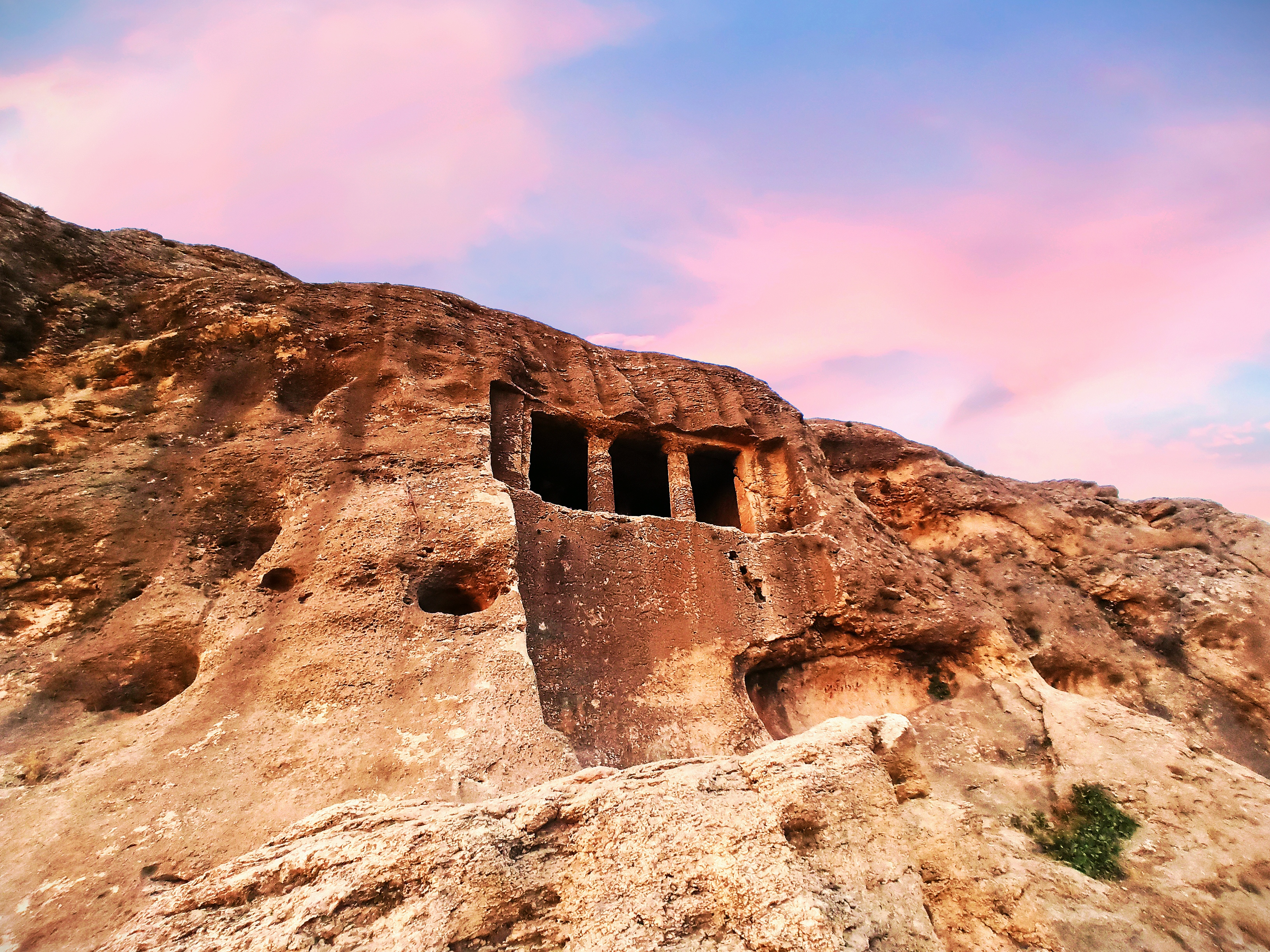
Felsgrab von Fakhrigah

Das Felsengrab von Fakhrigah oder Faghragha (persisch فقرگاه, Faqrgāh; kurdisch فه قره قا, Feqreqā) liegt 15 km nordöstlich von Mahabad in der iranischen Provinz West-Aserbaidschan. Es liegt an der Straße von Mahabad nach Miandoab nördlich des Dorfes Inderghasch.
Nach einem Volksglauben soll hier der berühmte Steinhauer Farhad, bekannt aus der Erzählung Chosrau und Schirin, zeitweise gelebt haben, was sich im Namen der Stätte widerspiegelt.

## Erforschung
Das Grab wurde in Europa zuerst von Henry Creswicke Rawlinson 1841 in der Zeitschrift der Royal Geographical Society erwähnt. 1896 erstellte Jacques de Morgan einen Gesamtplan, einschließlich der genauen Details des Inneren des Grabes und der Säulen, mit einer Kopie der bereits von Rawlinson erwähnten Graffiti. Im Jahr 1936 schrieb Aurel Stein, ein britischer Archäologe und Entdecker, über das Grab und die angrenzenden Verteidigungsanlagen, und Wolfram Kleiss fertigte weitere Skizzen an. Carl Friedrich Lehmann-Haupt und Waldemar Belck besuchten das Grab während ihrer Armenienexpedition 1898 und erstellten ein ausführliches Aufmaß. Ernst Herzfeld erstellte ausgehend von diesen Zeichnungen Pläne und Skizzen, die ebenfalls zuverlässig waren und als Grundlage für alle nachfolgenden Studien dienten. Im Umfeld des Grabes gibt es Besiedlungsspuren, doch konnte bisher kein gesicherter historischer Zusammenhang zum Grab hergestellt werden.

## Beschreibung
Das Grab wurde in einer Höhe von etwa 4,70 m in einen schrägen Felsen geschlagen, so dass die obere Kante etwa 1,20 m tiefer als der Boden in den Felsen ragt. Die Felsenwand unter dem Grab ist geglättet. Die Anlage besteht aus einer Vorhalle und Grabraum, weist aber im Gegensatz zu anderen iranischen Felsengräbern keine vordere Abschlusswand auf. Die Fassade ist etwa 6 m breit und von einem gravierten Rahmen umgeben, dessen Band 22 cm breit ist. Die Fassade wird von zwei Säulen getragen, deren Kapitelle stark zerstört sind, so dass ihre ursprüngliche Form nicht rekonstruiert werden kann. Es wird aber vermutet, dass die Kapitelle aus Abakusplatten bestanden. Hinter der vorderen Säulenreihe befindet sich eine etwa 6,2 mal 2,8 Meter große rechteckige Vorhalle. Die einzige Ausstattung hier ist eine circa 30 cm große Bank an der östlichen Seite. Zwei Stufen führen in den etwa 50 cm höheren Grabraum. Grabraum und Vorhalle sind durch kurze seitliche Wandpfeiler und zwei Säulen voneinander getrennt. Die Basis dieser Säulen ist untypisch für die klassischen achämenidischen Gräber und ähnelt mehr den Säulen in Dukkan-e Daud.
Der Grabraum ist nur geringfügig kleiner als die Vorhalle. Im Grabraum sind drei 85 cm tiefe Gräber gemeißelt, zwei etwa gleich große (1,2 × 0,7 m) Gräber auf der rechten Seite und ein größeres rechteckiges Grab (2,5 × 1,3 m) auf der linken Seite. Alle Gräber haben drumherum einen etwa 10 cm breite Falz, der zur Aufnahme von Abdeckplatten gedient haben muss. Spuren am großen Grab zeigen, dass es sich um ursprünglich zwei Gräber gehandelt hat, deren mittlerer Steg weggemeißelt wurde. Alle Gräber waren für Erwachsene gedacht, die hier mit angewinkelten Knien bestattet worden sind.
Wegen der anscheinend primitiven Bauart zählte Ernst Herzfeld Fakhrigah zu den medischen Gräbern und Vorläufern der klassischen Gräber der Achämeniden, doch spätere Forschungen zeigten, dass Fakhrigah wohl nach den Achämeniden entstand. Nach Dietrich Huff zeigt die offene Bauweise des Felsengrabes Einflüsse des Hellenismus, was auch für einen späteren Entstehungszeit spricht.